# Gadaa
Il gadaa (o gada) è il tradizionale sistema di classi sociali del popolo africano Oromo. Oggi il gadaa è ancora in uso presso alcuni sottogruppi degli Oromo, tra cui i Borana, diffusi presso il confine fra Etiopia e Kenya. Anche laddove il gadaa non è più applicato rigorosamente, spesso alcuni dei suoi elementi convivono con nuove organizzazioni sociali emerse in epoca coloniale e post-coloniale.
Il sistema si applica solo ai maschi. Le classi sociali del gadaa sono dette luba, e sono "classi di età". La luba di appartenenza di un uomo dipende da (ma non coincide con) quella del padre. Vi sono undici diversi gradi di luba, a ciascuna delle quali un uomo appartiene per un ciclo di otto anni, al termine del quale si tiene un'assemblea popolare detta Gumi Gayo. Durante il Gumi Gayo venivano stabilite nuove leggi da applicarsi per gli otto anni successivi, veniva eletto un leader, e i membri delle diverse luba avevano occasione di passare alla luba superiore. Il passaggio è segnato da uno specifico rito di iniziazione. Ogni luba è caratterizzata da un insieme di diritti e responsabilità.